# 信筒子醌
信筒子醌（也称为酸藤子酚、恩贝灵，化学名：2,5-二羟基-3-十一烷基-1,4-苯醌，2,5-dihydroxy-3-undecyl-1,4-benzoquinone）是一种有机化合物，分子式C17H26O4，属于1,4-苯醌衍生物，最初在白花酸藤果（Embelia ribes）中提取。